# Slatki studeni (2001.)
Slatki studeni je američka romantična drama iz 2001. u kojoj glume Keanu Reeves i Charlize Theron, što im je drugo zajedničko pojavljivanje nakon što su glumili bračni par u Đavoljem odvjetniku. Film se temelji na istoimenom filmu iz 1968., a scenarij je napisao Herman Raucher. Zbog lošega uspjeha kod kritike film je bio predložen za „najgoru novu verziju ili nastavak”, a Reeves i Theron za „najgorega glumca” tj. „najgoru glumicu” za Zlatnu malinu.